# Northrop YF-23
Le Northrop YF-23 est un démonstrateur technologique d'avion de chasse monoplace et biréacteur, américain conçu pour la United States Air Force (USAF) et développé par l'association des avionneurs Northrop Corporation et McDonnell Douglas ; il est l'un des finalistes du programme Advanced Tactical Fighter (en) (ATF) face au Lockheed YF-22 pour un contrat de production. Deux prototypes YF-23 sont construits avec les surnoms « Black Widow II » et « Gray Ghost ».
Le développement du YF-23 commence dans les années 1980, lorsque l'USAF cherche un remplaçant pour les avions de chasse de ses unités afin de contrer les Su-27 et MiG-29 mis en service en Union soviétique. Plusieurs constructeurs soumettent leurs propositions et celles de Northrop et de Lockheed sont choisies par l'USAF. Northrop s'associe avec McDonnell Douglas pour développer le YF-23 tandis que le développement du YF-22 est confié à Lockheed, Boeing et General Dynamics.

## Développement
En 1978, les satellites de la reconnaissance américaine détectent deux prototypes de chasseurs soviétiques, le Su-27 et le MiG-29, ce qui suscite l'inquiétude des États-Unis. En 1981, l'United States Air Force demande à plusieurs sociétés aérospatiales des informations sur les caractéristiques possibles d'un chasseur tactique avancé (ATF), destiné à remplacer le F-15 Eagle. À la suite de plusieurs discussions avec les entreprises, l'United States Air Force fait du combat aérien le rôle central de l'ATF. Il doit prendre en compte les nouvelles technologies dont notamment des matériaux composites, des alliages légers, des systèmes de commande de vol avancés, des systèmes de propulsion plus puissants et de la technologie furtive. En octobre 1985, l'USAF lance un appel d'offres auprès de plusieurs constructeurs aéronautiques. L'offre est modifiée en mai 1986, pour inclure l'évaluation des prototypes de véhicules aériens des deux finaliste. Au même moment, la United States Navy annonce elle, dans le cadre du programme Navalized Advanced Tactical Fighter (NATF), qu'elle prévoit d'utiliser un dérivé de l'ATF gagnant afin de replacer le F-14 Tomcat. Ce programme prévoit 546 appareils, en plus des 750 appareils déjà prévus par l'USAF.
Le 31 octobre 1986, des propositions sont soumises par Lockheed, Boeing, General Dynamics, McDonnell Douglas, Northrop Corporation, Grumman et Rockwell International. Ces deux derniers se désistent peu après. Lockheed, Boeing et General Dynamics conviennent un accord entre eux pour développer leurs propositions retenues. De leurs côtés, avant même que la proposition qui allait aboutir au YF-23 ne soit sélectionnée, Northrop et McDonnell Douglas décident de s'associer afin de partager les risques et les coûts. Les deux constructeurs ont par ailleurs déjà collaboré ensemble sur le McDonnell Douglas F/A-18 Hornet. Une fois l'annonce de la sélection du projet YF-22 de Lockheed et YF-23 de Northrop le 31 octobre 1986, les deux équipes ont 50 mois pour construire et tester en vol leur prototype, qui deviennent par la suite le Lockheed YF-22 et le Northrop YF-23. 

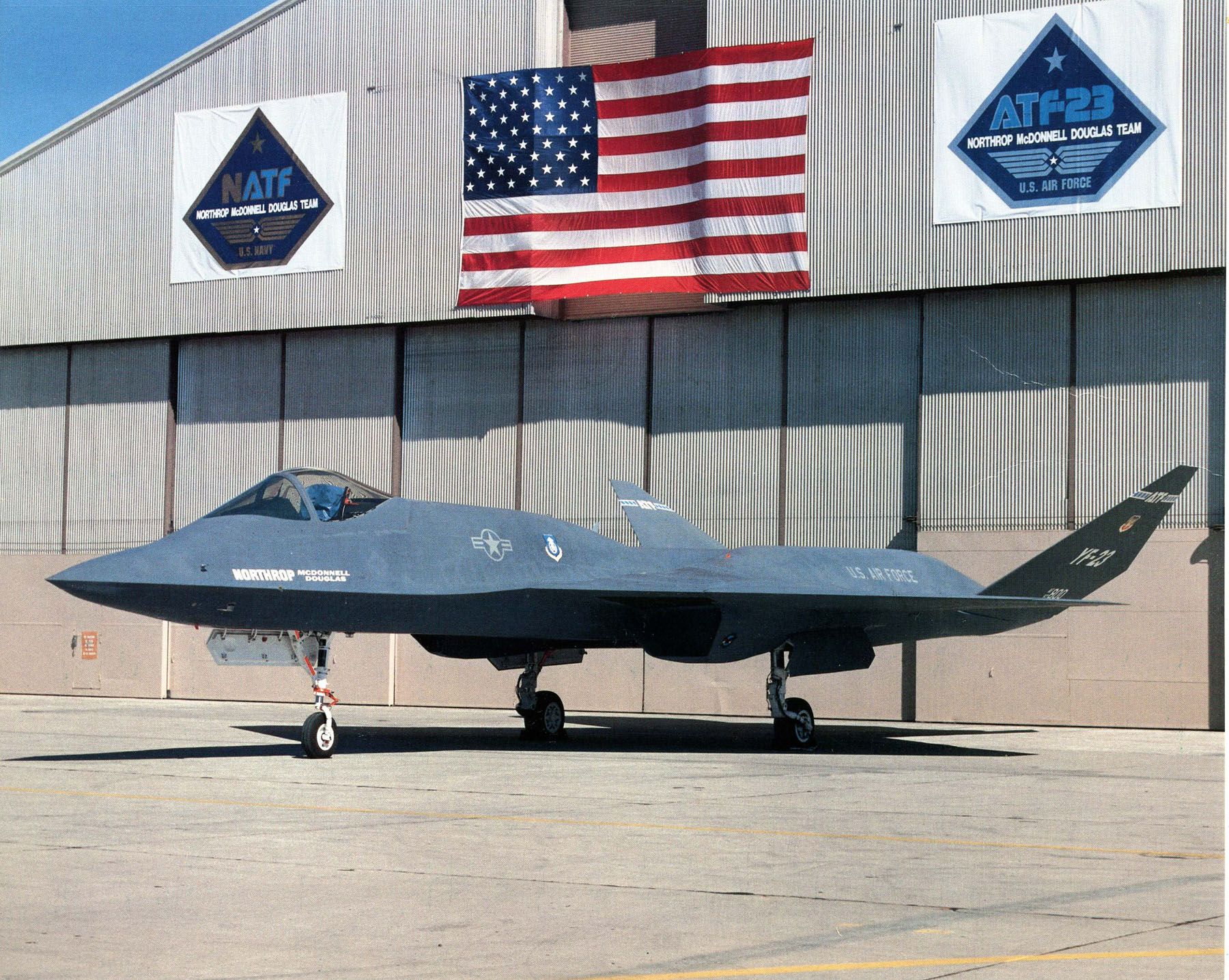
Un YF-23 à côté d'un hangar.

L'YF-23 est conçu pour répondre aux critères de l'USAF en matière de survivabilité, de supercroisière, de furtivité et de facilité de maintenance. La supercroisière nécessite un vol supersonique prolongé sans utilisation de postcombustion. Northrop utilise son expérience sur le B-2 Spirit et le F/A-18 Hornet pour réduire la sensibilité du modèle à la détection radar et infrarouge. L'USAF exige d'abord que l'appareil, à l’atterrissage, s'arrête sur une distance de 610 m ce qui nécessite des inverseurs de poussée sur ses réacteurs. En 1987, elle modifie la longueur de sa piste à 910 m, ce qui rend inutile l'inverseur de poussée et permet à l'avion d'avoir des nacelles plus petites, mais celles-ci ne sont pas réduites sur les prototypes,.
Propulsé par des réacteurs Pratt & Whitney F119, le premier YF-23 fait son vol inaugural le 27 août 1990 avec Alfred « Paul  » Metz aux commandes. Le second YF-23 est équipé de réacteurs General Electric F120 et fait son premier vol le 26 octobre 1990 avec Jim Sandberg à son contrôle. Durant les vols d'essais, les deux prototypes atteignent Mach 1,43 en supercroisière et subirent des facteurs de charge jusqu'à 7 g. Le premier YF-23 est peint en gris anthracite et se surnomme « Black Widow II » en référence au Northrop P-61 Black Widow de la Seconde Guerre mondiale. Il porte brièvement un sablier rouge ressemblant au marquage du dessous de la veuve noire, que la direction de Lockheed finit par retirer,. Le second prototype est quant à lui peint en deux tons de gris et se surnomme « Spider » et « Gray Ghost ».

### Variante navale
Une variante navale du YF-23, le NATF-23, est envisagée pour remplacer le F-14 Tomcat. Le design originel de l'YF-23 est dans un premier temps réfléchi, mais des problèmes liés à la manipulation de l'espace du pont d'envol, au stockage, à l'atterrissage et au lancement avec la catapulte obligent une conception différente. Un modèle d'essai en soufflerie du NATF-23, testé pendant 14 000 heures, est donné en 2001 au mémorial des vétérans du Bellefontaine Neighbors Klein Park par Boeing.

## Design

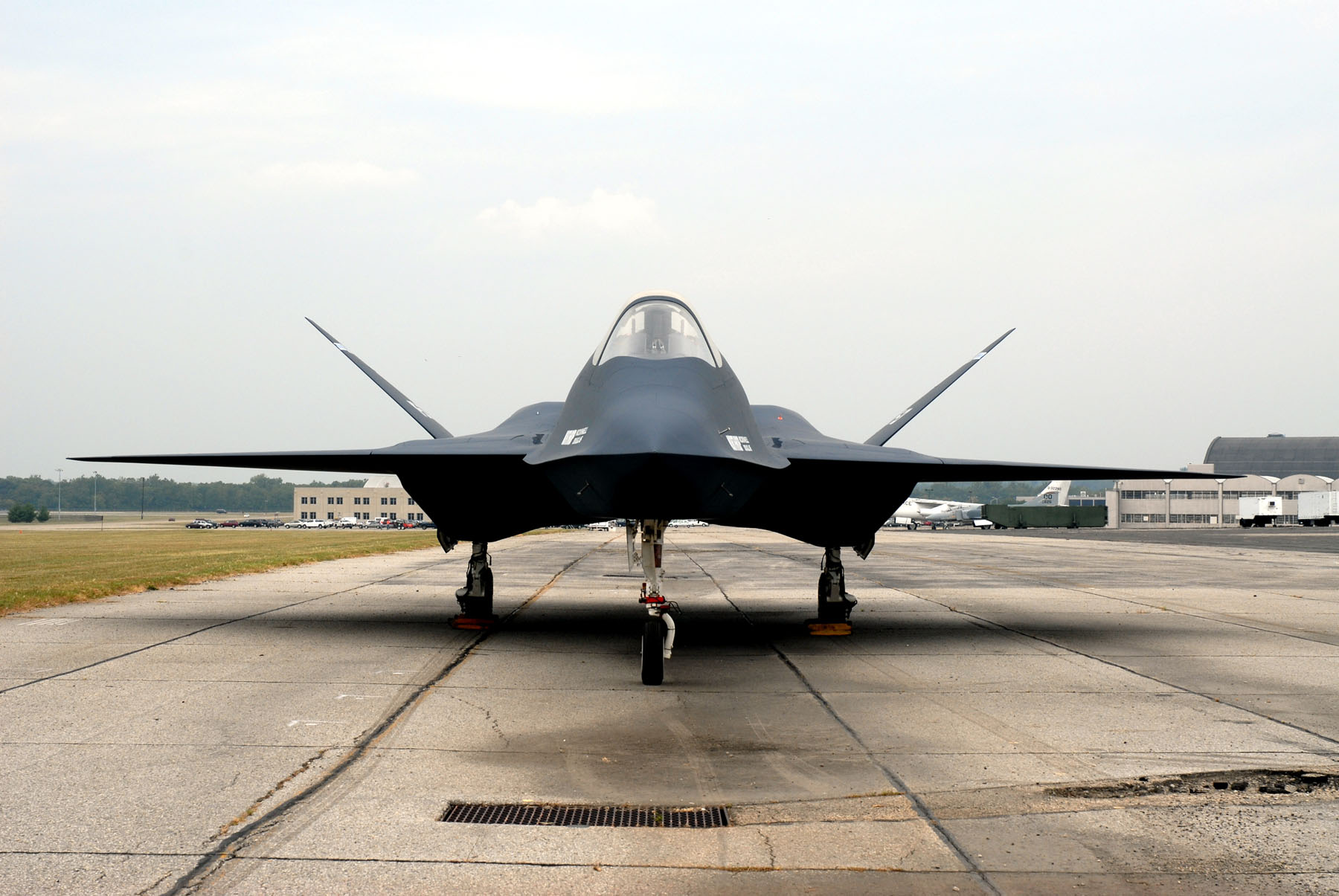
Le YF-23 vu de devant.

Le YF-23 (ou le DP117K de sa désignation interne) est un avion peu conventionnel avec des ailes en forme de diamants, un profil d'une importante surface d'appui permettant de réduire la traînée aérodynamique aux vitesses transsoniques et supersoniques, et un empennage en V entièrement mobile. Le cockpit est situé en hauteur, proche du nez de l'avion, ce qui assure une bonne visibilité pour le pilote. Il est aussi équipé d'un train d'atterrissage tricycle avec une jambe de train d'atterrissage avant et deux jambes de train d'atterrissage principal. Quant à la soute à armement, elle est placée sous le fuselage, entre le train avant et le train d'atterrissage principal. Elle peut recevoir quatre missiles AIM-120 AMRAAM. Il est prévu initialement que les avions de série soient équipés en plus d'une autre soute capable d'accueillir deux missiles AIM-9 Sidewinder ou AIM-132 ASRAAM, ainsi que d'un canon rotatif M61 Vulcan de 20 mm en configuration gatling. Le cockpit du YF-23 lui, est équipé d'un manche central et d'une manette latérale pour les gaz.

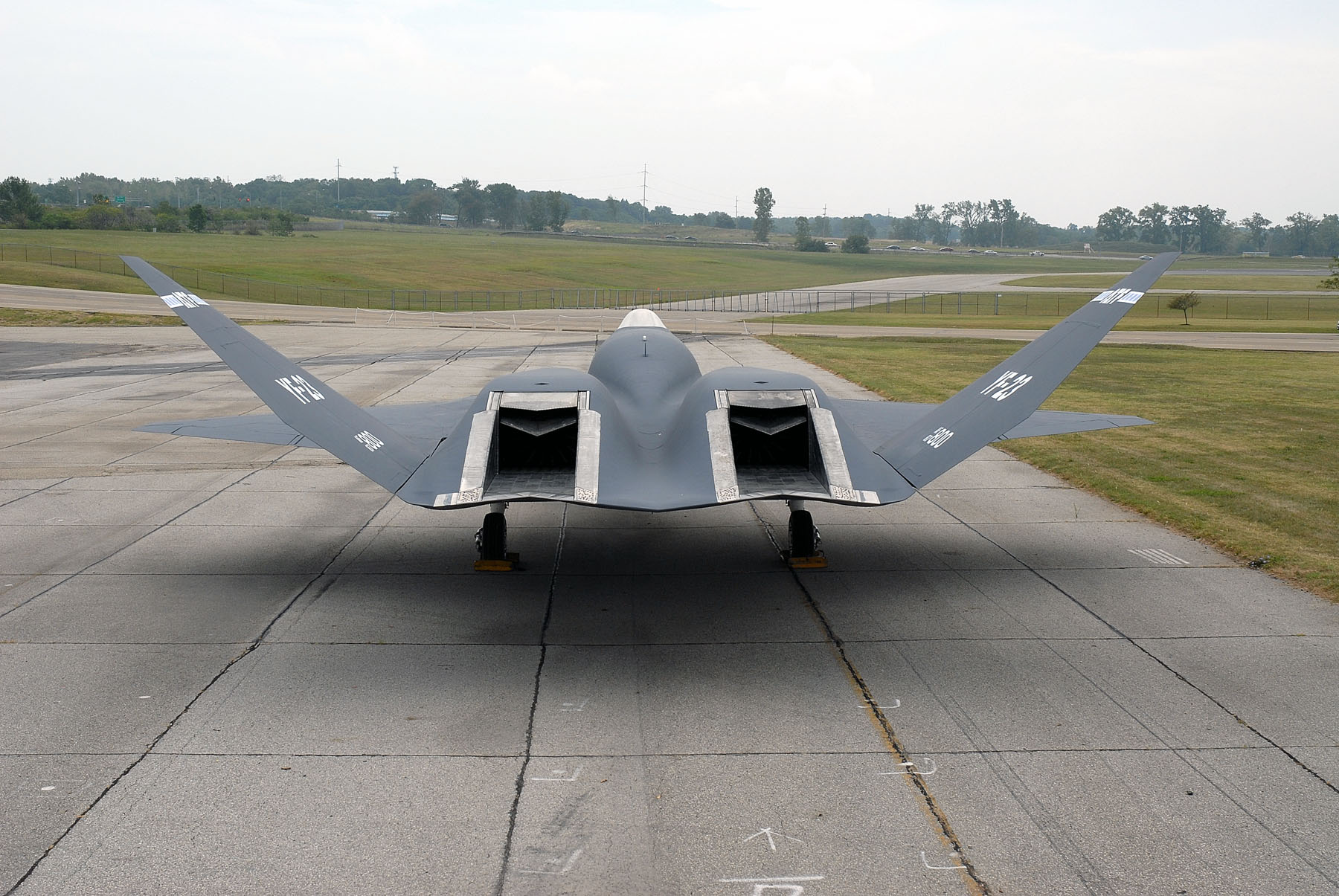
Le YF-23 vu de derrière.

L'appareil est propulsé par deux turbosoufflante à engrenages, chacune séparée dans des nacelles avec des conduits en S, afin de protéger les compresseurs axiaux des ondes radar, de chaque côté de la colonne vertébrale de l'avion. Il est entre autres équipé de tuyères à simple expansion et n'utilise pas de vecteur de poussée contrairement à l'YF-22. Comme sur le B-2, les gaz d'échappement des moteurs de l'YF-23 passent par des gouttières tapissées de tuiles « refroidies par transpiration » qui permettent la dissipation de la chaleur et protègent les moteurs de la détection des missiles à tête infrarouge par le dessous.

Silhouettes comparées du YF-22 et du YF-23.

Les gouvernes sont contrôlées par un système informatique central. L'élévation des volets et des ailerons d'un côté et leur abaissement de l'autre permettent l'obtention du roulis. Les empennages en V sont eux inclinés de 50 degrés par rapport à la verticale. Le tangage est lui principalement assuré par la rotation des empennages en V dans des directions opposées, de ce fait leurs bords avant se rapprochent ou s'écartent. Quant au lacet, il est majoritairement assuré par la rotation des empennages dans la même direction. Selon le pilote d'essai Paul Metz, l'YF-23 présente des performances supérieures à celles des avions classiques en matière d'angle d'attaque, avec un angle compensé pouvant aller jusqu'à 60 degrés. La déflexion simultanée des volets de l'aile vers le bas et des ailerons vers le haut des deux côtés permet elle un freinage aérodynamique. Afin de maintenir les coûts de la fabrication à un niveau faible malgré ces nouveaux éléments de conception, un certain nombre de composants en vente libre sont utilisés, notamment une roue avant de F-15, des pièces de train d'atterrissage principal de F/A-18 et des composants du cockpit avant du F-15E Strike Eagle,.

### Variantes

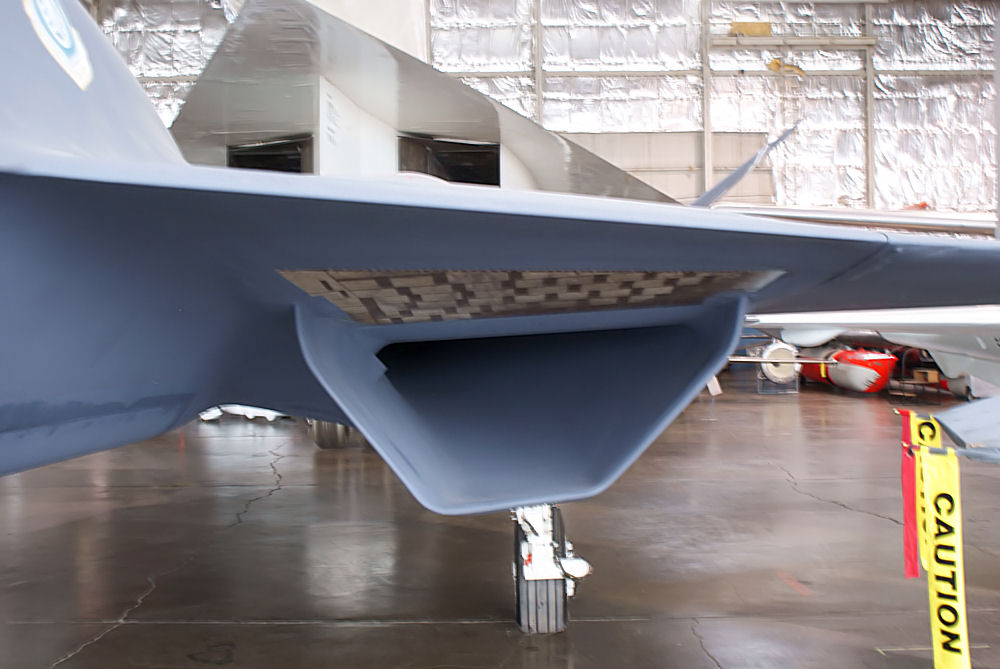
Entrée d'air S-duct du moteur du YF-23 à titre de comparaison.

Une variante de production du YF-23, le F-23, est conçue différemment du prototype du YF-23. Au lieu d'une seule baie d'armement, il a deux baies en tandem dans le fuselage avant allongé, avec la baie avant conçue pour les missiles AIM-9 à courte portée ; un canon rotatif M61 est installé sur le côté gauche du fuselage avant. La longueur totale de l'avion est légèrement augmentée, le volume est accru, le nez est élargi pour accueillir les systèmes de mission, y compris le radar, et les nervures du corps avant sont moins prononcées et sont portées à la même hauteur que le bord d'attaque de l'aile. La suppression des inverseurs de poussée a permis aux nacelles des moteurs d'avoir une section transversale plus petite et plus arrondie, et l'espace entre les nacelles est comblé pour préserver l'aérodynamisme. La conception de l'entrée d'air passe des panneaux poreux à une bosse de compression semi-circulaire. Le bord de fuite du fuselage et de l'empennage comporte également moins de dentelures et les lignes de poussée des moteurs sont décalées de 1,5 degré.
Le NATF-23 lui, la variante navale du YF-23, dont ses schémas ont fait surface dans les années 2010, présente certaines différences. Il possède une aile en losange placée loin vers l'arrière, avec deux queues conventionnelles au lieu d'un gouvernail dentelé pour réduire la surface équivalente radar et augmenter la manœuvrabilité à faible vitesse pour les opérations sur porte-avions, mais est aussi équipé d'une aile repliable pour le stockage sur le pont d'envol, d'un train d'atterrissage renforcé, d'un crochet de queue et de canards pour l'atterrissage sur les porte-avions et des tuyères à vecteur de poussée. Les prises d'air sont en quart de cercle et dentelées, et ont une envergure accrue de 48 pieds et une longueur de 62 pieds.

## Historique

### Évaluation

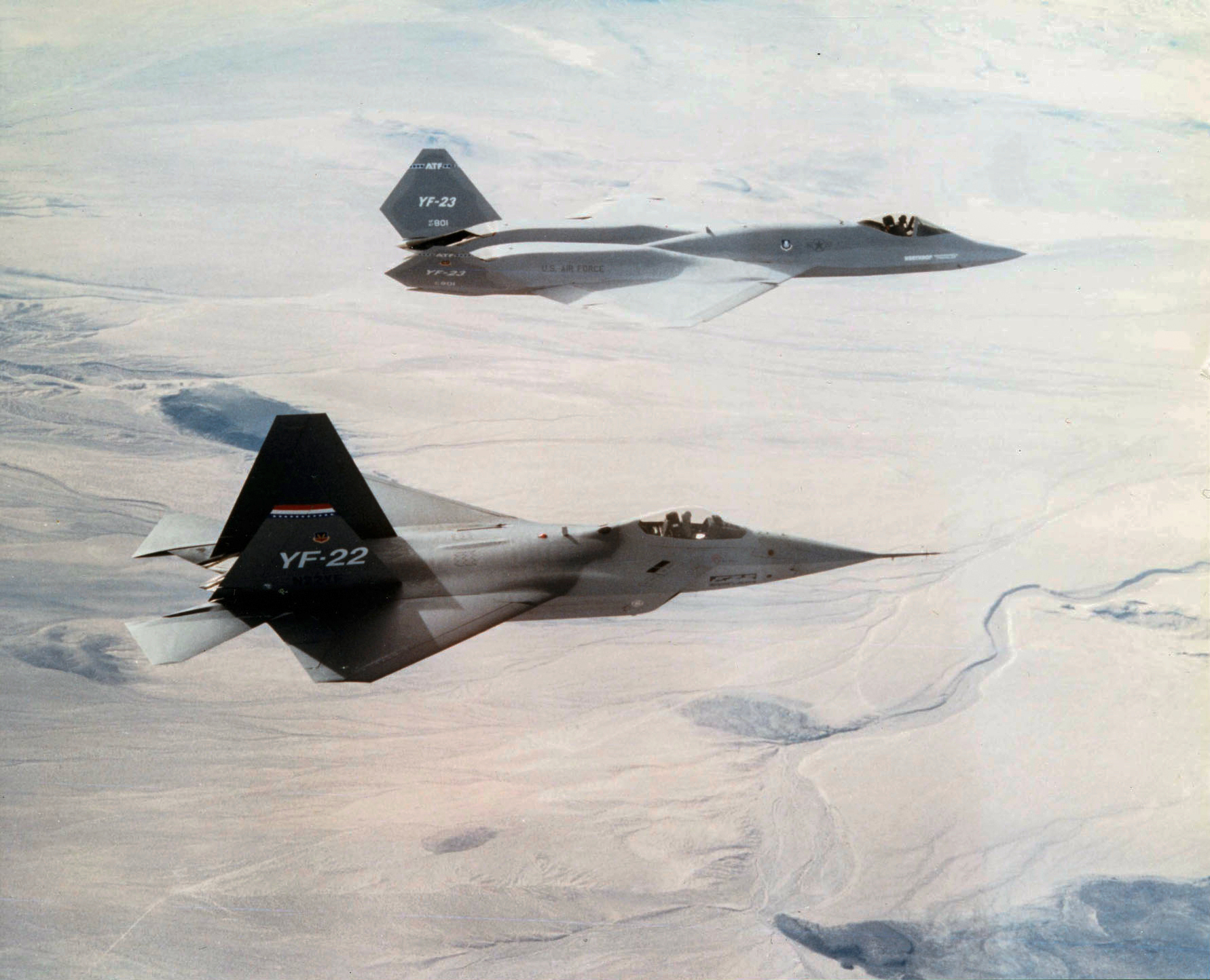
Le YF-22 (au premier plan) à côté du YF-23 (au second plan).

Le premier YF-23, équipé de moteurs Pratt & Whitney, atteint Mach 1,43 en supercroisière le 18 septembre 1990, tandis que le second, équipé de moteurs General Electric, atteint Mach 1,72 le 29 novembre 1990. En comparaison, le YF-22 atteint Mach 1,58 en supercroisière. Le YF-23 est testé à une vitesse maximale de Mach 1,8 avec postcombustion et atteint un angle d'attaque maximal de 25 degrés. La vitesse maximale est quant à elle classifiée, bien que des sources indiquent une vitesse maximale supérieure à Mach 2 en altitude. La baie d'armement de l'avion est configurée pour le lancement d'armes et utilisée pour tester l'acoustique de la baie d'armement, mais aucun missile n'est tiré ; Lockheed tire avec succès des missiles AIM-9 Sidewinder et AIM-120 AMRAAM à partir de son avion de démonstration YF-22. Le 30 novembre 1990, le PAV-1 effectue une démonstration de combat rapide avec six vols sur une période de 10 heures. Les essais en vol se poursuivent en décembre. Les deux YF-23 volent en tout 50 fois, soit 65,2 heures. Ces essais démontrent les performances prévues par Northrop pour le YF-23. Le YF-23 est plus furtif et plus rapide, mais le YF-22 est plus agile.,.

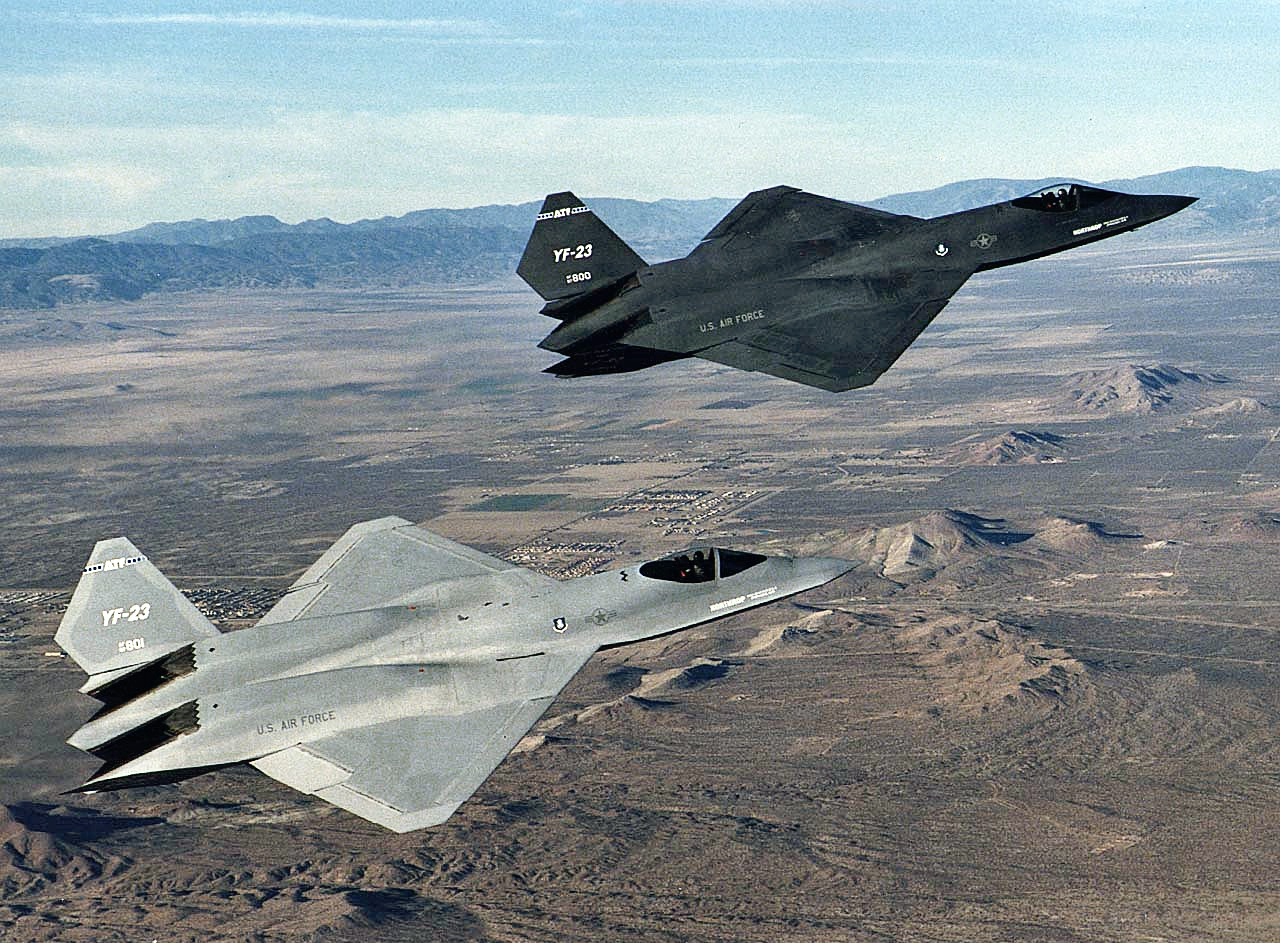
Les deux YF-23 au dessus du Désert des Mojaves avec le Gray Ghost (au premier plan), et le Black Widow II (au second plan).

En décembre 1990, les deux équipes présentent l'évaluation de leurs propositions. Par la suite, le YF-22 est déclaré vainqueur le 23 avril 1991 par le secrétaire de l'armée de l'air Donald Rice. L'armée de l'air choisit le moteur YF119 pour la version de production du F-22. Les conceptions de Lockheed et de Pratt & Whitney obtiennent des meilleurs résultats concernant le plan technique, sécuritaire et de gestion,. La presse aéronautique pense que le YF-22 est également considéré comme plus adaptable à sa version navale le NATF, mais il est finalement abandonné en 1992,.
Après la compétition, les deux YF-23 sont transférés au centre Dryden Flight Research Center de la NASA situé en Californie mais sans leurs moteurs. La NASA prévoit d'utiliser l'un de ces appareils pour étudier les techniques d'étalonnage des charges prévues par rapport aux résultats mesurés en vol, mais cela n'a finalement pas lieu. Les deux appareils sont donnés à des musées en 1996 : le premier prototype est désormais au musée d'Edwards AFB, et le second au Western Museum of Flight en Californie.

### Renouveau
En 2004, Northrop Grumman propose un bombardier basé sur le YF-23 afin de répondre au besoin de l'USAF de disposer d'un bombardier intérimaire, pour lequel le FB-22 et le B-1R sont également en concurrence. Northrop modifie l'avion PAV-2 afin qu'il puisse servir de modèle d'exposition pour leur projet de bombardier intérimaire. Cette idée prend néanmoins fin avec la Quadrennial Defense Review de 2006, qui privilégie un bombardier à long rayon d'action avec une portée beaucoup plus grande. L'USAF est depuis passée au programme de bombardier de nouvelle génération et de bombardier de frappe à long rayon d'action.
De son côté, le Japon lance un programme de développement d'un chasseur national de 5e/6e génération, le F-3, après que le Congrès américain refuse en 1998 l'exportation du F-22. Après de nombreuses études et la construction de modèles statiques, le prototype Mitsubishi X-2 vole en tant que démonstrateur technologique à partir de 2016. En juillet 2018, le Japon recueille suffisamment d'informations et décide de faire appel à des partenaires internationaux pour mener à bien ce projet. Northrop Grumman répond à cet appel et l'on pense qu'il est possible que le constructeur propose au Japon une version modernisée de l'YF-23.

## Culture populaire
- Dans le jeu vidéo Act of War: Direct Action, le YF-23 est l'avion de combat de l'organisation terroriste Consortium.
- Cet aéronef est couramment utilisé dans la série de jeux vidéo Ace Combat.
- L'appareil fait une brève apparition dans le premier épisode de la troisième saison de Scorpion.

## Caractéristiques
Caractéristiques générales
- Équipage : 1
- Longueur : 20,6 m
- Envergure : 13,3 m
- Hauteur : 4,3 m
- Masse à vide : 13 100 kg
- Masse typique : 23 327 kg
- Masse maximale au décollage : 29 000 kg

 Performances 
- Vitesse maximale : 2 335 km/h
- Vitesse de croisière : 1 705 km/h
- Distance franchissable : 1 380 - 1 480 km
- Plafond : 19 800 m
- Charge alaire : 265 kg/m²

Armement (aucun lors des essais)

- 1 canon M61 Vulcan de 20 mm (0,79 in)
- 4 missiles air-air à moyenne portée AIM-120 AMRAAM ou AIM-7 Sparrow
- 2 missiles air-air à faible portée AIM-9 Sidewinder

### Articles
1. 1 2  (en) « YF-23 would undergo subtle changes if it wins competitions », Defense Daily,‎ 14 janvier 1991
2. ↑  (en) Dave Majumdar, « U.S. Air Force May Buy 175 Bombers », Defense News,‎ 23 janvier 2011 (lire en ligne )

### Ouvrages
1. ↑  Sweetman 1991, p. 10–13.
2. ↑  Miller 2005, p. 11.
3. ↑  Williams 2002, p. 5.
4. ↑  Miller 2005, p. 13-14, 19.
5. ↑  Goodall 1992, p. 94.
6. ↑  Goodall 1992, p. 91.
7. ↑  Winchester 2005, p. 198-199.
8. 1 2  Miller 2005, p. 23.
9. ↑  Sweetman 1991, p. 23, 43.
10. ↑  Goodall 1992, p. 99.
11. 1 2 3  Jenkins et Landis 2008, p. 237.
12. ↑  Goodall 1992, p. 120.
13. ↑  Miller 2005, p. 37.
14. ↑  Pace 1999, p. 50.
15. ↑  Metz 2017, p. 31.
16. ↑  Goodall 1992, p. 108-115, 124.
17. ↑  Sweetman 1991, p. 42–44, 55.
18. 1 2 3  Winchester 2005.
19. ↑  Sweetman 1991, p. 34–35, 43–45.
20. ↑  Metz 2017, p. 54.
21. ↑  Metz 2017, p. 79.
22. ↑  Goodall 1992, p. 102–103.
23. ↑  Miller 2005, p. 36, 39.
24. ↑  Miller 2005, p. 38, 39.
25. ↑  Goodall 1992, p. 110.
26. ↑  Sweetman 1991, p. 55.
27. ↑  Miller 2005, p. 38–39.
28. ↑  Jenkins et Landis 2008, p. 243.
29. ↑  Jenkins et Landis 2008, p. 234.
30. ↑  Miller 2005, p. 38.
31. ↑  Miller 2005, p. 76.
32. ↑  Williams 2002, p. 6.
33. ↑  Miller 2005, p. 38-39.